# 内間木神社
内間木神社（うちまぎじんじゃ）は、埼玉県朝霞市の神社。

## 歴史
創建年代は不明である。ただ江戸時代後期の地誌『新編武蔵風土記稿』に記載されていることから、その頃には既に存在していたものと推測される。当初は「蔵王大権現」と称していたが、その後訛って「重殿権現社」と呼ばれるようになった。「蔵王権現」は修験道の本尊であることから、何らかの形で修験者が関わっていた可能性がある。
明治初期、近代社格制度に基づく「村社」に列せられるとともに、地名に基づき現在名に改称した。1907年（明治40年）の神社合祀により、周辺の2社が合祀された。

## 交通アクセス
- 路線バス上内間木三在停留所より徒歩4分。